# Ligne principale Hanshin
La ligne principale Hanshin (阪神本線, Hanshin-honsen) est la ligne ferroviaire majeure du réseau Hanshin dans la région du Kansai au Japon. Elle relie la gare d'Osaka-Umeda à Osaka à celle de Motomachi à Kobe.
C'est une ligne avec un fort trafic de trains de banlieue et l'une des quatre liaisons ferroviaires entre les villes d'Osaka et de Kobe, avec la ligne Shinkansen Sanyō, la ligne JR Kobe et la ligne Hankyu Kobe.

## Histoire
La ligne est inaugurée le 12 avril 1905 comme ligne de tramway entre Osaka et Kobe. Elle est ensuite transformée en ligne de chemin de fer à partir des années 1920.
En avril 2014, la numérotation des gares est introduite sur cette ligne. C'est aussi à cette date que la gare de Sannomiya est renommée gare de Kobe-Sannomiya.
Le 1er octobre 2019, les gares d'Umeda et de Naruo sont renommées respectivement gare d'Osaka-Umeda et gare de Naruo・Mukogawajoshidai-Mae.

## Caractéristiques

### Ligne
- Ecartement : 1 435 mm
- Alimentation : 1 500 V par caténaire
- Vitesse maximale : 106 km/h

### Interconnexion
Certains trains continuent sur la ligne Kobe Kōsoku à Motomachi. A Amagasaki, une partie des trains continuent sur la ligne Namba.

### Liste des gares
| Numéro | Gare                                     | Nom japonais         | Distance depuis Osaka-Umeda (km) | Correspondances | Localisation | Localisation        |
| ------ | ---------------------------------------- | -------------------- | -------------------------------- | --- | ------------ | ------------------- |
| HS 01  | Osaka-Umeda                              | 大阪梅田             | 0                                | Métro d'Osaka : Midōsuji, Tanimachi (à Higashi-Umeda), Yotsubashi (à Nishi-Umeda) Hankyu : Kyoto, Kobe, Takarazuka JR West : JR Kyoto, JR Kobe, Fukuchiyama, ligne circulaire d'Osaka (à Osaka), JR Tōzai (à Kitashinchi) | Osaka        | Préfecture d'Osaka  |
| HS 02  | Fukushima                                | 福島                 | 1,1                              | JR West : JR Tōzai (à Shin-Fukushima) Keihan : Nakanoshima (à Nakanoshima) | Osaka        | Préfecture d'Osaka  |
| HS 03  | Noda                                     | 野田                 | 2,3                              | Métro d'Osaka : Sennichimae (à Nodahanshin) JR West : JR Tōzai (à Ebie) | Osaka        | Préfecture d'Osaka  |
| HS 04  | Yodogawa                                 | 淀川                 | 3,3                              | | Osaka        | Préfecture d'Osaka  |
| HS 05  | Himejima                                 | 姫島                 | 4,4                              | | Osaka        | Préfecture d'Osaka  |
| HS 06  | Chibune                                  | 千船                 | 5,9                              | | Osaka        | Préfecture d'Osaka  |
| HS 07  | Kuise                                    | 杭瀬                 | 6,8                              | | Amagasaki    | Préfecture de Hyōgo |
| HS 08  | Daimotsu                                 | 大物                 | 8,0                              | Hanshin : Namba | Amagasaki    | Préfecture de Hyōgo |
| HS 09  | Amagasaki                                | 尼崎                 | 8,9                              | Hanshin : Namba (interconnexion) | Amagasaki    | Préfecture de Hyōgo |
| HS 10  | Deyashiki                                | 出屋敷               | 10,1                             | | Amagasaki    | Préfecture de Hyōgo |
| HS 11  | Amagasaki Center Pool-mae                | 尼崎センタープール前 | 10,8                             | | Amagasaki    | Préfecture de Hyōgo |
| HS 12  | Mukogawa                                 | 武庫川               | 12,0                             | Hanshin : Mukogawa | Amagasaki    | Préfecture de Hyōgo |
| HS 13  | Naruo・Mukogawajoshidai-Mae              | 鳴尾・武庫川女子大前 | 13,2                             | | Nishinomiya  | Préfecture de Hyōgo |
| HS 14  | Kōshien                                  | 甲子園               | 14,1                             | | Nishinomiya  | Préfecture de Hyōgo |
| HS 15  | Kusugawa                                 | 久寿川               | 14,8                             | | Nishinomiya  | Préfecture de Hyōgo |
| HS 16  | Imazu                                    | 今津                 | 15,1                             | Hankyu : Imazu | Nishinomiya  | Préfecture de Hyōgo |
| HS 17  | Nishinomiya                              | 西宮                 | 16,7                             | | Nishinomiya  | Préfecture de Hyōgo |
| HS 18  | Kōroen                                   | 香櫨園               | 17,8                             | | Nishinomiya  | Préfecture de Hyōgo |
| HS 19  | Uchide                                   | 打出                 | 19,0                             | | Ashiya       | Préfecture de Hyōgo |
| HS 20  | Ashiya                                   | 芦屋                 | 20,2                             | | Ashiya       | Préfecture de Hyōgo |
| HS 21  | Fukae                                    | 深江                 | 21,5                             | | Kobe         | Préfecture de Hyōgo |
| HS 22  | Ōgi                                      | 青木                 | 22,6                             | | Kobe         | Préfecture de Hyōgo |
| HS 23  | Uozaki                                   | 魚崎                 | 23,8                             | Kobe New Transit : Rokkō Liner | Kobe         | Préfecture de Hyōgo |
| HS 24  | Sumiyoshi                                | 住吉                 | 24,6                             | | Kobe         | Préfecture de Hyōgo |
| HS 25  | Mikage                                   | 御影                 | 25,1                             | | Kobe         | Préfecture de Hyōgo |
| HS 26  | Ishiyagawa                               | 石屋川               | 25,7                             | | Kobe         | Préfecture de Hyōgo |
| HS 27  | Shinzaike                                | 新在家               | 26,6                             | | Kobe         | Préfecture de Hyōgo |
| HS 28  | Ōishi (ja)                               | 大石                 | 27,6                             | | Kobe         | Préfecture de Hyōgo |
| HS 29  | Nishi-Nada                               | 西灘                 | 28,2                             | | Kobe         | Préfecture de Hyōgo |
| HS 30  | Iwaya (Musée préfectoral d'art de Hyōgo) | 岩屋                 | 28,8                             | | Kobe         | Préfecture de Hyōgo |
| HS 31  | Kasuganomichi                            | 春日野道             | 29,9                             | | Kobe         | Préfecture de Hyōgo |
| HS 32  | Kobe-Sannomiya                           | 神戸三宮             | 31,3                             | Métro municipal de Kobe : Kaigan, Seishin-Yamate (à Sannomiya-Hanadokeimae) Kobe Rapid Transit Railway : Tōzai Kobe New Transit : Port Liner Hankyu : Kobe JR West : JR Kobe (à Sannomiya)                                | Kobe         | Préfecture de Hyōgo |
| HS 33  | Motomachi                                | 元町                 | 32,1                             | Hanshin : Kobe Kosoku (interconnexion) JR West : JR Kobe | Kobe         | Préfecture de Hyōgo |